# Julius Perstaller
Julius Perstaller (* 8. April 1989 in Innsbruck) ist ein österreichischer Fußballspieler.

## Karriere

### Verein
Perstaller begann seine Karriere im BNZ Tirol, dem Nachwuchszentrum des FC Wacker Tirol. 2006 kam er zum Kooperationsverein der Tiroler, der WSG Swarovski Wattens. Nach einer Rückkehr zu Wacker wurde er an den SV Hall in die Regionalliga West ausgeliehen.
Seinen ersten Bundesligaeinsatz hatte Julius Perstaller am 26. April 2008 gegen den FK Austria Wien, er wurde in der 47. Minute für Florian Mader eingewechselt. Zu diesem Zeitpunkt stand der Abstieg der Tiroler in die Erste Liga bereits fest. In dieser Liga ist Perstaller Stammspieler. Mit dem FC Wacker Innsbruck wurde Perstaller in der Saison 2009/10 mit zwei Punkten Vorsprung auf den FC Admira Wacker Mödling Meister der zweitklassigen österreichischen Ersten Liga und stieg somit mit dem Team in die Bundesliga auf.
Nach insgesamt sechs Jahren in der ersten Mannschaft der Innsbrucker wechselte er im Sommer 2013 zur SV Ried.
Am 2. Juni 2015 gab die SV Ried bekannt, dass Perstaller ablösefrei zum deutschen Drittligisten Hansa Rostock wechseln wird. Dort konnte er sich aber nicht dauerhaft durchsetzen, woraufhin er im August 2016 seinen noch bis 2017 laufenden Vertrag auflöste und in die Regionalliga Südwest zur SV Elversberg wechselte.
Zur Saison 2019/20 kehrte er nach Österreich zurück und wechselte zum drittklassigen FC Zirl. Doch schon ein Jahr später zog es ihn weiter zum Ligarivalen SV Telfs. Dort war er schließlich vier Spielzeiten lang aktiv und war mit 54 Treffern bei 87 Ligapartien äußerst torgefährlich.
Im Sommer 2024 schloss er sich dem SV Haiming mit Spielbetrieb in der sechstklassigen Landesliga West an und brachte es bis dato (Stand: 1. April 2025) auf zwölf Tore bei 15 Meisterschaftsauftritten.

### Nationalmannschaft
Perstaller durchlief fast alle Altersklassen der österreichischen U-Auswahlen. Von 2009 bis 2010 spielte er auch in der U-21-Nationalmannschaft.

## Trainerkarriere
Seit März 2024 befindet sich Perstaller im Besitz der ÖFB-D-Trainerlizenz. Bereits um das Jahr 2023 begann er als Co-Trainer im Nachwuchsbereich des SV Telfs tätig zu werden und behielt diese Funktion auch nach seinem Wechsel zum SV Haiming bei.

## Erfolge
- 1× Meister der zweitklassigen Ersten Liga: 10
- 1× Young Star des Jahres 2010 – ADEG Erste Liga
- 1× Saarlandpokalsieger: 2018